# میانرود
میانرود از شهرهای شهرستان دزفول در استان خوزستان است. این شهر مجاور رودخانه دز، در جنوب شهر دزفول و شرق شهر شوش قرار گرفته‌است. قبل از تبدیل شدن به شهر، شهرکی به نام طالقانی (ساسان) بوده‌است.

## تاریخچه
در اواخر دهه ۴۰ و اوایل دهه ۵۰ و با انقلاب سفید، مردم نواحی اطراف این منطقه زمین‌های خود را به شرکت کشت و صنعت واگذار کرده و در این منطقه که شمعون نامیده می‌شد، سکنی گزیدند. با افزایش جمعیت ناشی از مهاجرت، این منطقه به شهرک ساسان تبدیل شد. پس از وقوع انقلاب اسلامی در سال ۵۷ نام این شهرک به شهرک طالقانی تغییر یافت تا اینکه در دهه ۸۰ به شهر تبدیل شد و میانرود نامیده شد. این شهر از شهرهای جدید خوزستان است. که اقتصاد آن وابسته به کشت نیشکر از سوی شرکت کشت و صنعت نیشکر هفت‌تپه، صنعت بهشتی و کشت و صنعت رجایی است.

## جمعیت
بر پایه سرشماری عمومی نفوس و مسکن در سال ۱۳۹۵ جمعیت این شهر ۱۰٬۱۱۰ نفر (در ۲٬۸۴۷ خانوار) بوده‌است.

## مردم
مردم این شهر اغلب خوزی(دزفولی) و عرب و بختیاری هستند.

## جغرافیا
در جنوب این شهر پل میانرود به اهواز در حال ساخت می‌باشید که طول این پل بتنی فلزی را ۴۲۰ متر با ۱۴ دهانه ۳۰ متری که بر روی رودخانه دز ساخته می‌شود، با ساخت این پل که هم‌اکنون ۷۰ درصد پیشرفت فیزیکی دارد، مسافت شهرهای هفت تپه و دزفول ۴۰ کیومتر کاهش می‌یابد.
در یک کیلومتری پل میانرود منطقه محافظت شده دز میانرود وجود دارد که در این منطقهٔ محافظت شده چهل جفت گوزن زرد ایرانی اسکان دارد.